# Abbaye Notre-Dame de Gethsemani
L'abbaye Notre-Dame de Gethsemani (Our Lady of Gethsemani Abbey) est une abbaye de cisterciens-trappistes (ordre cistercien de la Stricte Observance) située aux États-Unis près de Bardstown dans le Kentucky. Thomas Merton, moine ocso et écrivain, y vécut.
Cette abbaye est considérée comme la mère de toutes les maisons trappistes des États-Unis et est réputée pour les produits de sa ferme, dont ses fameux fromages, gâteaux aux fruits et bourbon qu'elle expédie dans le monde entier.

## Histoire

### Les débuts

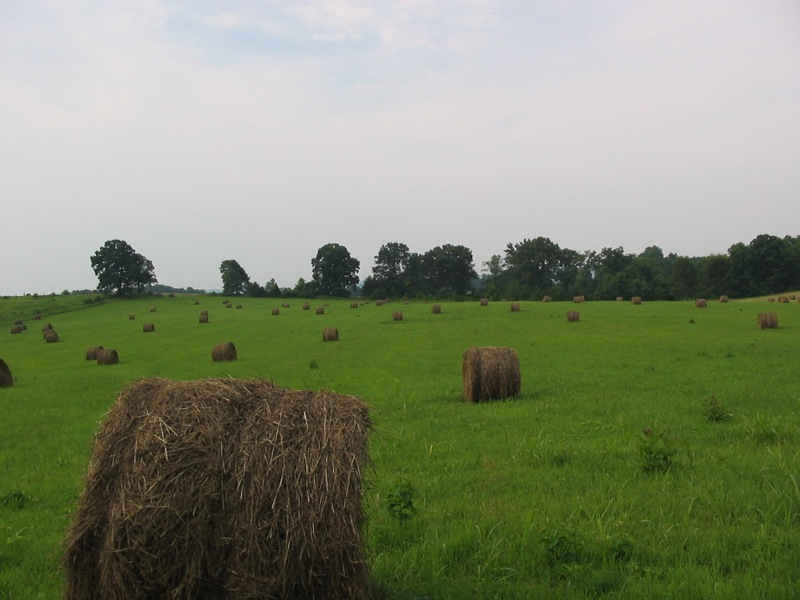
Les champs de l'abbaye.

L'abbaye a été fondée le 21 décembre 1848 et a été érigée en abbaye en 1851.
Son histoire remonte à un groupe de trappistes français, disciples de dom Augustin de Lestrange qui, expulsés par la Révolution française, se sont réfugiés au monastère de La Valsainte en Suisse ; les moines se sont dispersés ensuite dont une partie à Louisville dans le Kentucky en septembre 1805. Ils sont allés au sud à Bardstown retrouver le premier prêtre américain ordonné aux États-Unis, l'abbé Étienne Badin. Ils s'y sont installés jusqu'en 1809, mais sont repartis en Europe, sauf un, dom Vincent de Paul Merle, qui sera à l'origine de la fondation de l'abbaye Saint-Joseph de Spencer.
Deux trappistes reviennent de France dans le Kentucky en 1847. Ils sont originaires de Melleray et sont accueillis par l'évêque d'origine française Mgr Benoît-Joseph Flaget (1763-1850) qui les installe dans une dizaine de cabanes en bois laissées par les sœurs de Notre-Dame de Lorette dans un endroit appelé Gethsémani que les premiers trappistes avaient habité. Le 26 octobre 1848, quarante-quatre cisterciens de la Stricte Observance de l'abbaye de Melleray quittent la France pour la lointaine Amérique, menés par dom Eutrope Proust. Ils se méfiaient de la révolution de 1848 et préféraient ne pas revivre les années périlleuses de la révolution de 1789. Ils arrivent à La Nouvelle-Orléans en décembre 1848, un des leurs étant mort en mer. Ils arrivent en bateau à vapeur le 21 décembre 1848 en remontant le fleuve jusqu'à Louisville.

### Abbatiat de dom Proust 1851-1859

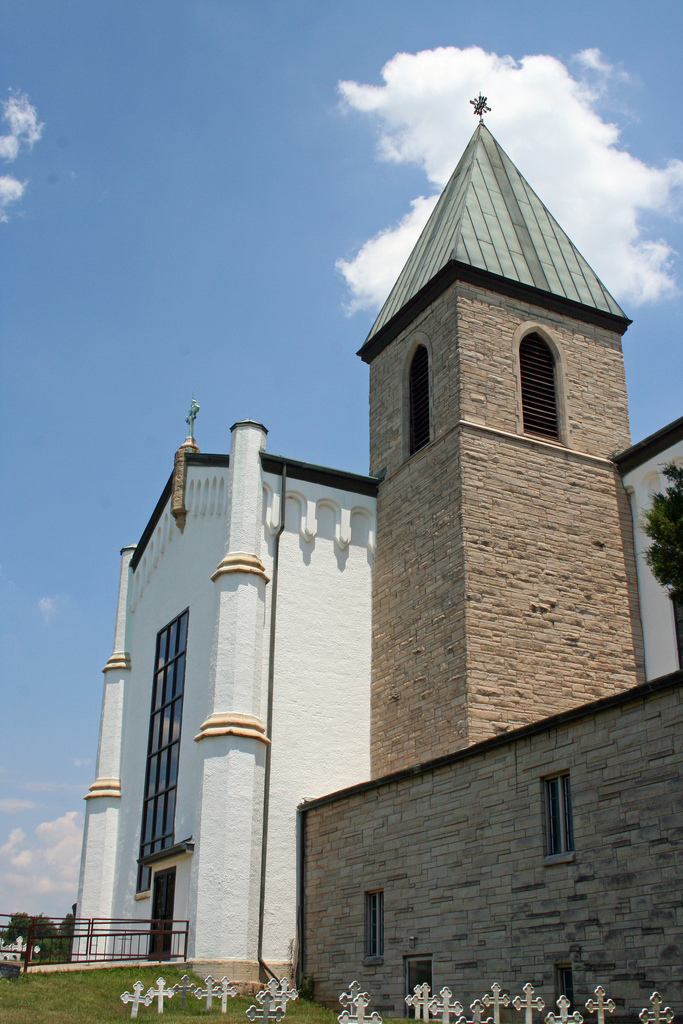
Entrée de l'abbatiale.

La vie est extrêmement rude au début. On administre les derniers sacrements à dom Proust qui souffre de pneumonie, et heureusement il se remet. Les moines se mettent à construire un nouveau monastère avec une chapelle, tandis que dom Proust passe l'été 1849 en France pour réunir des fonds. L'abbaye passe au rang de proto-abbaye en 1851, dom Proust voulant consolider la communauté avant d'essaimer, comme certains évêques le voulaient pour leurs diocèses. Il est choisi comme premier abbé. On agrandit le monastère en 1852, suivant le modèle de Melleray. Les murs sont en brique et les toits en cuivre, avec une église rectangulaire décorée en style néo-gothique. Les habitants des environs leur prêtent main-forte, en échange de quoi, leurs enfants recevaient des moines une instruction gratuite à l'école de l'abbaye. Dom Proust démissionne en 1859, sentant son œuvre accomplie, et retourne à l'abbaye de Melleray. Il y avait déjà soixante-cinq moines. Il mourra en 1874 à l'abbaye de Tre Fontane près de Rome.

### Abbatiat de dom Berger 1859-1889
Dom Benoît Berger, ocso, est choisi comme successeur de dom Proust. En ces temps de début de la Guerre de Sécession, les moines mènent une vie austère, mais l'abbé a le sens des affaires et fait prospérer l'abbaye. Dom Berger porte assistance aussi bien aux sudistes qu'aux nordistes, ses sympathies, semble-t-il, allant toutefois plus à l'Union qu'aux sudistes confédérés, l'abbaye en effet était dans une zone protégée par les nordistes. Les moines ouvrent plus largement leur église aux fidèles à la fin de la guerre en 1864 qu'ils agrandissent encore, tandis qu'un prêtre français, le père Jérôme Moyen est envoyé de France pour s'occuper des paroissiens.
L'église abbatiale est consacrée le 15 novembre 1866 par Mgr John Baptist Purcell (1800-1883), archevêque de Cincinnati d'origine irlandaise. Il est accompagné des évêques de New York, de Buffalo et de Louisville, tandis que l'archevêque de Baltimore, Mgr Martin John Spalding, prononce l'homélie. C'est un événement important pour l'actualité – et pas seulement religieuse – de l'époque.
Dom Berger ouvre une paroisse supplémentaire et fonde une congrégation de religieuses tertiaires de Saint-François pour scolariser les fillettes à Mount Olivet, dans le Kentucky. Cependant, l'abbaye ne croît pas à cause d'une trop grande austérité et les moines sont tous francophones…
En 1884, la minoterie de l'abbaye, qui en tire ses revenus principaux, brûle. L'abbaye intensifie son exploitation agricole et en 1885 reçoit son premier Américain, un ancien cow-boy du Texas, mais il n'y a plus que trente-quatre moines. Dom Berger, malade, démissionne en 1889 et meurt deux ans plus tard à l'infirmerie dont il ne bougeait plus.

### Abbatiat de dom Chaix-Bourbon 1890-1896
Dom Édouard Chaix-Bourbon est installé le 9 mai 1890. Entré à Gethsemani en 1861, il avait une vue différente de ses prédécesseurs et allège les austérités. Il porte son attention à l'école et crée ce qui devient le Gethsemani College pour les garçons des familles catholiques des environs. Recevant de nouveaux dons, le collège-internat reçoit rapidement des élèves de tout le Kentucky.

### 1896-1898
Prieur Benoît Dupont

### Abbatiat de dom Dunne 1935-1948

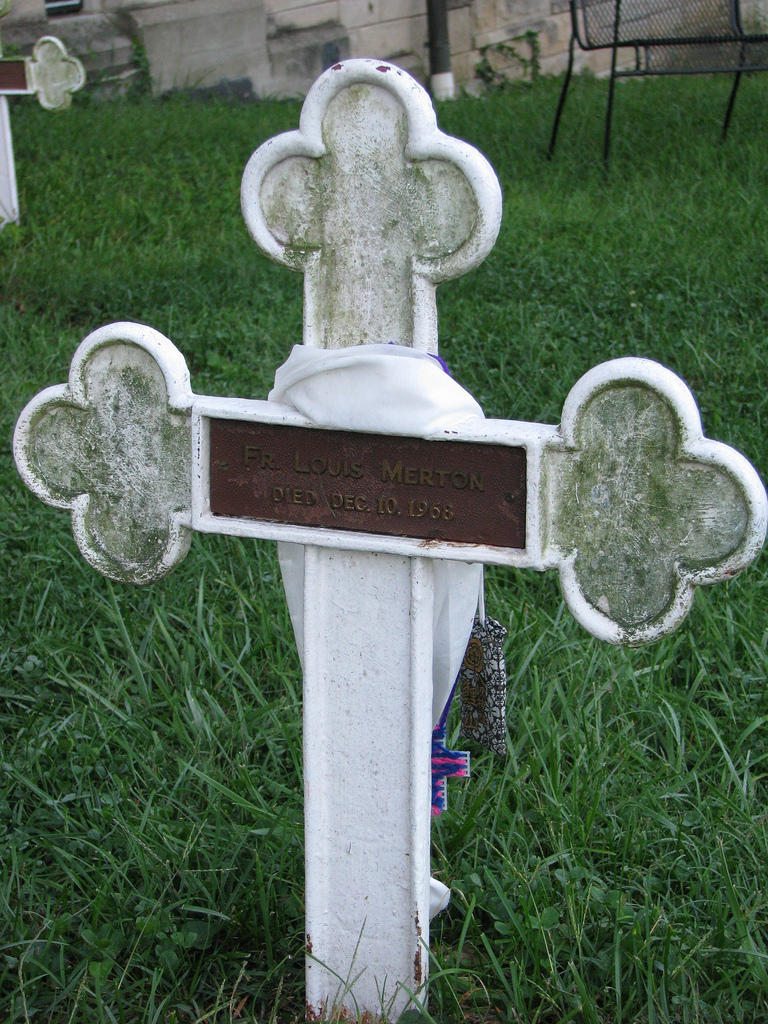
Tombe de Thomas Merton au cimetière de l'abbaye.

Dom Frederic Dunne fut le premier Américain à persévérer dans la vie monastique à Notre-Dame de Gethsemani.
C'est sous son abbatiat qu'arrive Thomas Merton. L'autobiographie de ce dernier, rédigée sur la demande de Dom Frederic, La Nuit privée d'étoiles (The seven storey mountain) fera connaître l'abbaye dans le monde entier. Dom Frederic jouera un grand rôle dans la formation monastique de Thomas Merton.
L'abbaye fonde la trappe du Saint-Esprit en 1944.

### Abbatiat de dom Fox
Dom James Fox est père-abbé de 1948 à 1968. L'abbaye est auto-suffisante grâce aux produits de sa ferme et à la vente de bois pour le bâtiment. Elle reçoit aussi des donations. Mais le nouvel abbé s'efforce d'intensifier ses revenus en fabriquant et en vendant du fromage de Port-Salut, des bonbons au caramel et diverses pâtisseries, tandis que la notoriété de Thomas Merton permet à l'abbaye de recevoir des droits d'auteur. C'est une période d'essor pour l'abbaye aussi bien spirituel que matériel. Ses produits continuent aujourd'hui d'être expédiés dans tous les États-Unis.

### Abbatiat de dom Burns 1968-1973
C'est le temps de la crise sous dom Flavian Burns.

### Abbatiat de dom Kelly 1973-2000

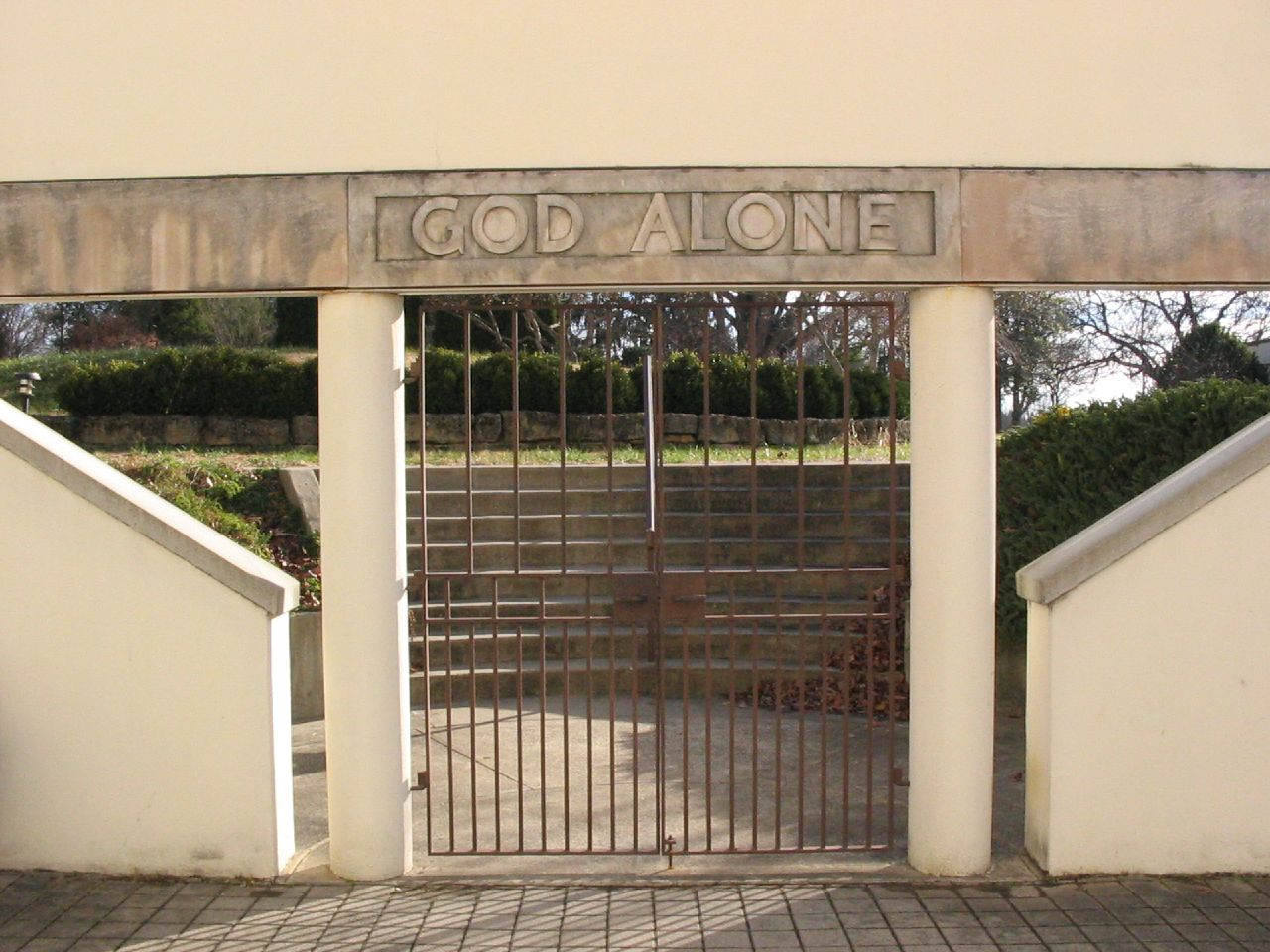
Entrée du jardin de l'abbaye

Dom Thimothy Kelly inaugure une époque de dialogue monastique inter-religieux avec les fameuses rencontres de Gethsemani, notamment entre catholiques et bouddhistes, en 1996 et en 2002.

### Aujourd'hui
Dom Damien Thomson est élu en 2000 à la tête d'une communauté de plus de soixante-dix moines. Dom Elias Dietz lui succède.

## Liens internes

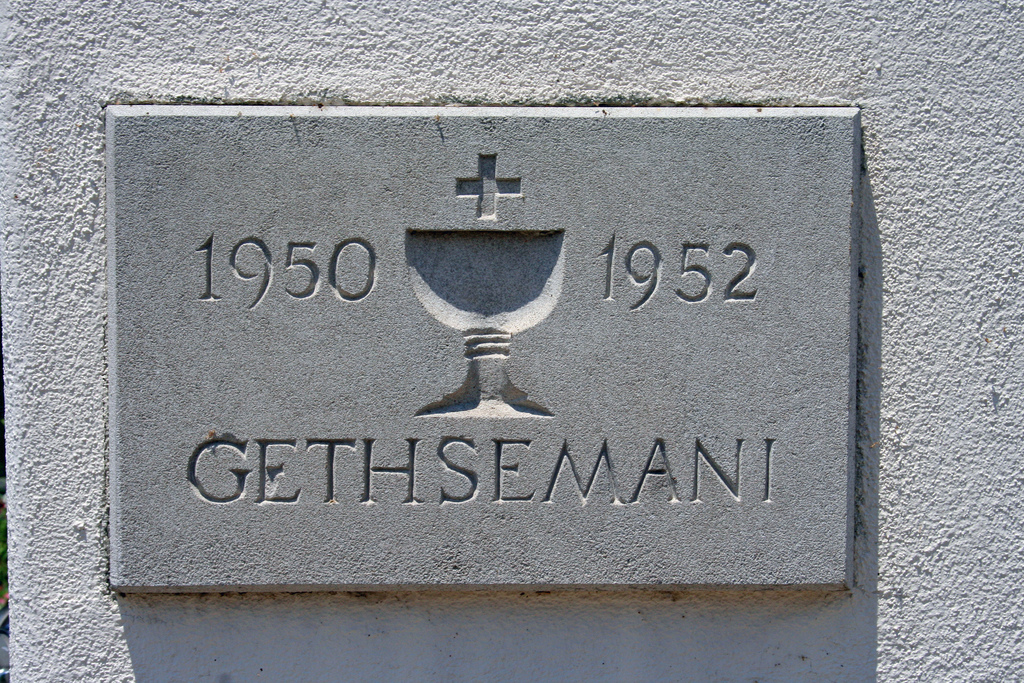
Plaque représentant un calice

## Sources
- (en) Cet article est partiellement ou en totalité issu de l’article de Wikipédia en anglais intitulé « The Abbey of Our Lady of Gethsemani » (voir la liste des auteurs).